# Норкин, Андрей Владимирович
Андре́й Влади́мирович Но́ркин (род. 25 июля 1968, Москва, РСФСР, СССР) — российский журналист, медиаменеджер, пропагандист, теле- и радиоведущий.
Лауреат Премии Правительства Российской Федерации в области средств массовой информации (2013). Финалист национального телевизионного конкурса «ТЭФИ» (2003, 2005 и 2007), победитель национального телевизионного конкурса «ТЭФИ—2006». Обладатель премии «Радиомания» (2014). Член Академии Российского телевидения с 2007 года.

## Биография

### Ранние годы
Андрей Норкин родился 25 июля 1968 года в Москве.
В 1985 году окончил среднюю школу. За время учёбы стал пятикратным победителем московских смотров-конкурсов циркового и эстрадного искусства.
С 1985 года по 1986 год работал слесарем в макетной мастерской Научно-исследовательского института дальней радиосвязи (НИИДАР).
С 1986 года по 1988 год проходил срочную военную службу в артиллерийских войсках на территории Закавказского военного округа в городе Кутаиси, имеет воинское звание «сержант».
С 1989 года по 1992 год работал в отделе информации, печати и рекламы генеральной дирекции Московского центрального стадиона имени В. И. Ленина в Лужниках. Поочерёдно занимал должности диктора, младшего редактора и редактора, исполнял обязанности начальника отдела.

### Работа на радио
Во второй половине 1991 года сотрудничал с радиостанцией «Максимум», где был ведущим информационных программ.
С 1992 года перешёл на радиостанцию «Радио 101», занимал должность директора информационных программ (по 1994 год). С 1994 по 1995 год — на радиостанции «Радио-Панорама», где стал автором и ведущим музыкальных программ. С 1995 по 1996 год — автор и ведущий программ на радиостанции «Радио России Ностальжи».
В 2000-е годы как радиоведущий сотрудничал с радиостанциями «Эхо Москвы» (как главный редактор «Эхо-ТВ», с 25 июля 2002 по 9 декабря 2007 года) и «Говорит Москва» (в паре с женой Юлией, с 23 июня по 18 сентября 2008 года).
С марта 2010 года по апрель 2013 года вёл эфир радиостанции «Коммерсантъ FM». После перерыва (в связи с работой на создаваемом Общественном телевидении России) вернулся в эфир этой радиостанции 17 июня 2013 года. Последний эфир провёл 4 июля 2014 года, после чего покинул радио в связи с возвращением на НТВ.
С 3 апреля 2017 по 29 января 2020 года — ведущий программы «120 минут» (с сентября 2018 года — «Простыми словами») на радиостанции «Комсомольская правда» в паре с женой Юлией. С 17 ноября по 31 декабря 2020 года — ведущий программы «Война и мир» (совместно с Валентином Алфимовым).
В феврале 2018 года посетил ДНР и ЛНР.

### Работа на телевидении
В 1996 году начал работу на телевидении — в телекомпании НТВ. Здесь (до апреля 2001 года) был ведущим утренних и дневных выпусков информационной программы «Сегодня» и ток-шоу «Герой дня». В начале работы на НТВ проходил обучение на факультете журналистики Московского государственного университета им. М. В. Ломоносова (МГУ), но диплома о высшем образовании не получил.
14 апреля 2001 года Норкин по причине развития событий вокруг дела НТВ уходит из телекомпании вместе со всем основным составом её сотрудников. Утром того же дня он (наряду с Виталием Бузуевым) первым из журналистов «команды Киселёва» вышел в прямой эфир телеканала ТНТ, где провёл первый выпуск программы «Сегодня на ТНТ», состоявший из авторского взгляда ведущих на произошедшие той ночью события.
С апреля 2001 года по январь 2002 года работал на телеканале ТВ-6, где вёл информационные программы «Сегодня на ТВ-6» (с сентября 2001 года название программы было изменено на «Сейчас») и «Опасный мир». Ушёл с ТВ-6 в связи с тем, что не посчитал для себя возможным работать в проекте НП «Медиа-Социум», инвесторами которого были российские предприниматели.
С февраля 2002 года по ноябрь 2007 года — главный редактор телекомпании «Эхо-ТВ», генеральный директор московского представительства зарубежного русскоязычного телеканала «RTVi» Владимира Гусинского. В октябре 2002 года в дни теракта на Дубровке вёл экстренные выпуски новостей «Сейчас в России» производства компании «Эхо-ТВ» на телеканале СТС. В декабре 2007 года Андрей Норкин ушёл с канала RTVi в связи с тем, что затраты на производство контента не соответствовали производимому эффекту.
С 2008 года по 2011 год работал на «Пятом канале». До 1 января 2010 года был художественным руководителем и ведущим утреннего блока с 6.00 до 9:30, то есть информационно-развлекательной программы «Утро на Пятом». С 15 марта 2010 года по январь 2011 года вёл программы «Реальный мир» и «Дорогие мама и папа».
С апреля по 16 июля 2013 года — сотрудник Общественного телевидения России (ОТР). Был ведущим общественно-политической программы «Прав? Да!». Ушёл с телеканала, чтобы продолжить работу на радио.
С мая 2014 по сентябрь 2016 года — один из авторов программы «Реплика» на государственном информационном телеканале «Россия-24».
В августе 2014 года вернулся на НТВ. С 1 сентября по 25 декабря 2014 года являлся соведущим ежедневной информационной программы «Анатомия дня», с 12 сентября 2014 по 21 июня 2015 года — ведущим еженедельного общественно-политического ток-шоу «Список Норкина». Программа «Анатомия дня» подвергалась критике со стороны Ирины Петровской за факты фальсификации информации. Получил огласку инцидент на программе «Список Норкина» от февраля 2015 года, когда ведущий систематически не давал голоса Ксении Собчак, «в отместку за то, что в своё время его затыкали на „Дожде“».
С 2015 по 2017 год — руководитель новостной службы российского православного телеканала «Царьград ТВ». С 19 января по 31 марта 2016 года — ведущий ежедневной авторской программы «Хроники Норкина» на этом канале. В апреле 2016 года программа получила новое название — «Хроники Царьграда», а Андрей Норкин в качестве её ведущего появлялся с 30 мая 2016 по 17 января 2017 года. С 18 февраля по 29 декабря 2017 года — ведущий цикла программ «100 лет Революции», посвящённого событиям 1917 года в России.
С 29 февраля 2016 года — ведущий общественно-политического ток-шоу «Место встречи» на НТВ: изначально в паре с Ольгой Беловой, со 2 апреля 2018 года — единолично. Программа выходит ежедневно по будням и в ней разбираются в самых острых и актуальных темах. «Место встречи» имеет высокие рейтинги просмотра. Однако работа Норкина неоднократно подвергается критике со стороны либеральных СМИ за пристрастное поведение ведущего и тенденциозный подбор участников, чей состав почти не отличается от других программ (аналогичные претензии предъявлялись и к предыдущей программе «Список Норкина»).
С 10 мая 2016 по 17 февраля 2017 года — ведущий вечерней новостной программы «Итоги дня» на НТВ в паре с Анной Янкиной.
С 13 марта по 1 апреля 2019 года — ведущий вечернего политического ток-шоу «Изменить нельзя» на том же телеканале.
2 апреля 2019 года, во время прямого эфира очередного выпуска ток-шоу «Место встречи», Андрей Норкин неожиданно пропал из студии. Это произошло после речи журналиста Сергея Лойко, позитивно отозвавшегося о прошедшем пять лет назад Евромайдане и заявившего о существовании в нынешней России «психологии рабов». По окончании рекламы ток-шоу продолжил вести политический обозреватель RT Александр Гурнов, начинавший выпуск в качестве эксперта, затем уже его сменил корреспондент НТВ Иван Трушкин, сам же Гурнов вернулся в предназначенное для экспертов кресло в студии. В тот же день из эфирной сетки НТВ исчезло ток-шоу «Изменить нельзя», а на радио «Комсомольская правда» не вышло совместное с его женой шоу «Простыми словами». 3 апреля пресс-служба НТВ объяснила отсутствие Норкина проблемами со здоровьем, а Юлия Норкина во время своего радиошоу сообщила, что рано говорить о том, сможет ли её муж вернуться к работе, описав его состояние как «не самое лёгкое». 4 апреля она уточнила, что у Андрея случился гипертонический криз, стресс на фоне сахарного диабета. Проходил лечение в кардиологическом отделении Первой Градской больницы имени Николая Ивановича Пирогова. Вернулся в теле- и радиоэфир 22 апреля 2019 года. С этого дня вновь ведёт ток-шоу «Место встречи», однако уже в паре с Иваном Трушкиным.

### Преподавательская деятельность
C 2013 по 2016 год вёл мастерскую Андрея Норкина на факультете журналистики Московского института телевидения и радиовещания «Останкино» (МИТРО).
С 2017 по 2018 год — один из наставников образовательного проекта Московской школы кино «Курс НТВ».

### Концертная деятельность
С декабря 2018 года выступает с литературно-юмористической концертной программой «Другой формат». В программе исполняет советские произведения юмористического жанра Григория Горина, Александра Иванова, Аркадия Бухова, Даниила Хармса, Фазиля Искандера, Аркадия Хайта, читает отрывки из своих собственных произведений, поёт песни, рассказывает смешные и интересные истории из жизни и «анекдоты от Норкина».

## Общественная позиция

### Критика телеканала «Дождь»
В конце января 2014 года во время скандала вокруг опроса телеканала «Дождь» о блокаде Ленинграда Андрей Норкин выступил с заявлением, что журналисты «в своей погоне за гражданскими ценностями, за толерантностью, потеряли чувство меры». По мнению журналиста, тема Великой Отечественной войны — единственное, что объединяет всех граждан России, и неосторожно с ней обращаться было большой ошибкой, сам опрос он сравнил с преступлением и призвал журналистов телеканала подать заявление об увольнении по собственному желанию. Его выступление тогда вызвало резонанс среди журналистов и в блогосфере.
Также, по мнению Норкина, «журналистов используют как щит» владельцы телеканала, чей бизнес был якобы построен на договорённостях с руководством страны, а бизнес-модель «Дождя» — «организованная при весьма туманных обстоятельствах».
По мнению журналиста Олега Кашина, «Андрей Норкин оказался единственным приличным человеком, выступившим против „Дождя“ примерно с тех же позиций, с которых на эту тему высказывались люди неприличные» и его призыв к журналистам телеканала самим уволиться стал «частью этой погромной атмосферы». Объяснение этому бывший коллега Норкина по радиостанции «Коммерсантъ FM» находит в том, что тот после разгона НТВ при выборе между подлостью и совестью выбрал последнее, и за прошедшие с того момента 7 лет, «которые Андрей Норкин потерял, спасая ценности „уникального коллектива“, его коллеги-штрейкбрехеры сумели стать лицами всех федеральных каналов». Так что своей нынешней позицией Норкин отрицательно ответил на вопрос: «Стоило ли в 2001-м защищать свободу слова, которая оказалась не нужна никому?».

### Путин и оппозиция
17 апреля 2014 года Норкин в ходе программы «Прямая линия с Владимиром Путиным» сообщил президенту о том, что коллеги критикуют его позицию по аннексии Крыма Россией, и высказал опасения, что «среди россиян, особенно молодых, сейчас» не модно любить Родину — это «совок», а государство из сферы воспитания самоустранилось. Журналист предложил усилить патриотическое воспитание, в том числе за счёт укрепления формы образования вроде кадетских училищ.
На войну на востоке Украине журналисту «взгляд наших СМИ …кажется наиболее соответствующим действительности». Президент РФ Путин, уважение к которому у Норкина после аннексии Крыма стало гораздо больше, нравится журналисту «мужским началом». То, что власти и президент России официально отрицали присутствие в Крыму российских солдат и официальное подтверждение поступило лишь на прямой линии после присоединения региона к России, журналист оправдал тем, что тот поступил «как дипломат», а так «все знают, что у нас есть войска в Крыму».
Заявлял о том, что в 2000-е годы у него произошёл идеологический разрыв с либеральными журналистами, политиками и общественными деятелями, которых он в дальнейшем обвинял в отсутствии патриотизма и желании «набить карман».
В фильме Владимира Чернышёва «НТВ. 25+» (2018) и в книге «От НТВ до НТВ. Моя информационная война. Тайные смыслы телевидения» Норкин оценивал первую эпоху работы на НТВ (а затем и опыт работы на ТВ-6 и RTVi) по большей степени сдержанно-негативно, сожалея о своём «участии в борьбе старой команды за бабло, а не за свободу слова» и ссылаясь на якобы произнесённую Владимиром Гусинским реплику «Какая свобода слова?! Всё делается ради денег!», впервые упомянутую журналистом в беседе с Наталией Ростовой по следам его участия в «прямой линии» с Путиным, а затем — в книге «От НТВ до НТВ. Моя информационная война».

### Критика ток-шоу «Место встречи»
28 сентября 2016 года в эфире программы «Место встречи» на НТВ при обсуждении темы расследования катастрофы MH17 Норкин выгнал из студии приглашённого украинского политолога Сергея Запорожского с возгласом: «…Всякий баран будет меня учить… Я 26 лет в журналистике работаю!». Причиной ссоры стало утверждение Норкина, что российские ведомства не заявляли о сбитии лайнера украинским боевым самолётом, которое Запорожский назвал несоответствующим истине. Сам телеведущий отказался извиняться и пожалел, что «не вломил ему». Развязное и хулиганское поведение Норкина в телеэфире осудил секретарь Союза журналистов России Тимур Шафир. Через год, в телеэфире 20 сентября 2017 года, в ответ на реплику украинского политолога Кирилла Климчука «Мы хотим себя защитить от таких стран-гопников, как Российская Федерация. И это мы уже показали на Донбассе», Норкин в схожей форме выгнал приглашённого гостя из студии, при этом используя выражение с непечатным словом.
15 февраля 2018 года в эфире той же программы возник конфликт между Андреем Норкиным и польским журналистом Томашем Мацейчуком, который назвал советских солдат, участвовавших в войне против Польши, «красными фашистами». Мацейчук был выведен из студии, а предотвратить драку удалось с помощью других участников программы за кулисами студии.
22 февраля 2018 года Норкин вступил в драку с украинским политологом и блогером Дмитрием Суворовым. В эфире немецкий политик Андреас Маурер, посетивший Донбасс, рассказывал о гибели сотен детей в результате боевых действий на востоке Украины. Суворов стал выкрикивать оскорбления в адрес Маурера, называл его мерзавцем и требовал показать фотографии погибших и обстрелы, после чего на Суворова с кулаками набросился Норкин. Впоследствии к драке присоединилось ещё несколько гостей программы. В результате потасовки блогер-политолог получил царапину на правой руке. Телеканал НТВ принёс извинения зрителям, которые стали свидетелями этой сцены, а радиостанция «Эхо Москвы» назвала случившееся «избиением Норкиным украинского эксперта в прямом эфире».
Рассказываемые Норкиным анекдоты в конце большей части выпусков передачи также часто подвергались отдельной критике со стороны зрителей и журналистов за грубый сексуальный, скабрёзный или антисемитский характер.
Бывший коллега Норкина по НТВ, ТВ-6 и RTVi, российский тележурналист Владимир Кара-Мурза-старший отмечал, что в последние годы Норкин сменил не только политические убеждения, но и стиль: прежде сдержанный и интеллигентный ведущий, по его мнению, превратился в «хамоватого типа», который ругается матом, дерётся и грубит приглашённым гостям, работая в жанре эпатажа и скандалов. Схожего мнения придерживается и Игорь Яковенко.
«Мне нравилось, как ведёт Норкин. Он действительно на своем месте, выполнял нужную функцию и делал это достаточно талантливо с точки зрения пропагандиста» — телекритик Александр Мельман. Издание The Insider называет Норкина пропагандистом.

### Заявление на видеоблогера
18 июля 2018 года Норкин написал заявление на видеоблогера Данилу Поперечного в Следственный комитет с призывом «рассмотреть деятельность гр. Поперечного на предмет нарушения статьи 282 УК РФ». По мнению Норкина, на своём концерте во Владивостоке в 2017 году блогер своей шуткой о религии оскорбил чувства верующих.

## Санкции
Поддержал нападение России на Украину. 3 февраля 2023 года внесён в санкционный список Канады «российских агентов дезинформации» как причастный к распространению российской дезинформации и пропаганды.

## Награды и премии
- Национальная телевизионная премия «ТЭФИ—2006» в номинации «Ведущий информационной программы» (23 ноября 2006) — программа «Сейчас в России»[108].
- Премия Правительства Российской Федерации 2013 года в области средств массовой информации (17 декабря 2013) — за организацию вещания радиостанции «Коммерсант FM»[109].
- Премия «Радиомания—2014» вместе с программой «Про и Контра» на «Коммерсантъ FM» (как её ведущий) (27 июня 2014) — номинация «Тематическая программа/рубрика»
- Медаль ордена «За заслуги перед Отечеством» I степени (3 января 2024) — за заслуги в развитии средств массовой информации и многолетнюю добросовестную работу[110].

## Семья
Отец, Владимир Борисович Норкин (1938—2012), в 2012 году уехал в Израиль, скончался там, похоронен в Москве. Мать, Татьяна Филипповна Володина (1944—1990), погибла 4 октября 1990 года в результате несчастного случая, попав под поезд. Есть брат Илья, на 4,5 года моложе Андрея.
Первая жена — расписались в 1985, брак был непродолжительным.
Вторая жена (1992—2020) — журналистка Юлия Геннадьевна Норкина (в дев. Рыбакова) (1967—2020), познакомились на работе и через несколько месяцев поженились. Андрей и Юлия вместе вели эфиры на радиостанциях «Эхо Москвы» и «Говорит Москва», а затем — на радиостанции «Комсомольская правда». 4 июня 2020 года Юлия Норкина скоропостижно скончалась; по одной из версий, причиной смерти назван инфаркт, по другим источникам — самоубийство.
Пасынок — Александр (род. 1986), оператор на телевидении.
Дочь — Александра (род. 1995), ветврач по образованию, работает на НТВ в передаче своего отца. 4 мая 2019 года родила сына Дмитрия, а 9 октября 2020 года — дочь Евангелину.
В 2002 году Андрей и Юлия Норкины усыновили семимесячного Артёма, оставленного матерью в больнице. В 2004 году они узнали, что та же мать оставила в клинике ещё одного ребёнка — Алексея, и забрали его домой. Норкина оставила работу, чтобы обеспечить детям полноценный уход и воспитание, она продолжала иногда участвовать в проектах мужа. Норкины переехали в новый дом, взяв ипотечный кредит.
Третья жена (с 2021 года) — Ирина Бородина (род. 1961), окончила Российский государственный педагогический университет имени Герцена по специальности «педагог». Руководитель торговой компании.
Падчерица — Варвара Владимировна Бородина (род. 1989), актриса.

## Комментарии
1. ↑  В данном случае Норкин подразумевал специальный эфир «Дождя» от 3 февраля 2014 года Архивная копия от 19 декабря 2019 на Wayback Machine, посвящённый марафону «Любить родину», где он был гостем, а одной из ведущих была Собчак.